# Гипотеза Планка
Гипо́теза Пла́нка — гипотеза, выдвинутая 14 декабря 1900 года Максом Планком и заключающаяся в том, что при тепловом излучении энергия испускается и поглощается не непрерывно, а отдельными квантами (порциями). Каждая такая порция-квант имеет энергию {\displaystyle {\mathcal {E}}}, пропорциональную частоте {\displaystyle \nu } излучения:
где {\displaystyle h} или {\displaystyle \hbar ={\frac {h}{2\pi }}} — коэффициент пропорциональности, названный впоследствии постоянной Планка.
На основе этой гипотезы он предложил теоретический вывод соотношения между температурой тела и испускаемым этим телом излучением — формулу Планка.
Позднее гипотеза Планка была подтверждена экспериментально.
Выдвижение этой гипотезы считается моментом рождения квантовой механики.